# Eishockey-Weltmeisterschaft 1965
Die 32. Eishockey-Weltmeisterschaft und 43. Eishockey-Europameisterschaft fand vom 4. bis 14. März 1965 zum ersten Mal in Finnland und zwar in Tampere statt.

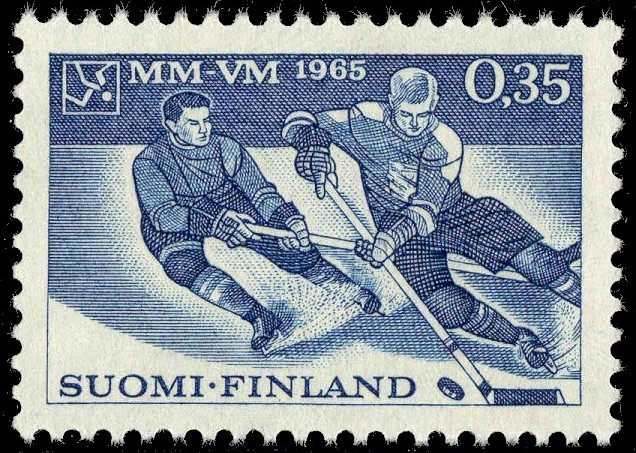
Finnische Briefmarke

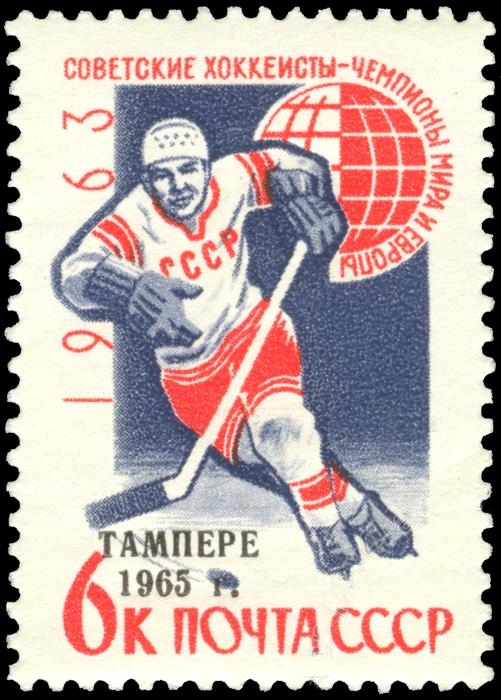
Sowjetische Briefmarke

Im nacholympischen Jahr wurde aufgrund des anderen Austragungsmodus beim Olympiaturnier eine neue Gruppeneinteilung nötig. Die Einteilung orientierte sich dabei vorrangig an den Ergebnissen der letzten reinen WM 1963; aber auch das Abschneiden bei den Olympischen Winterspielen im Vorjahr fand Eingang. Die DDR spielte, obwohl sie bei Olympia nicht dabei war (gescheitert in der innerdeutschen Qualifikation) als Sechster des A-Turniers 1963 weiterhin in der A-Gruppe. Anspruch auf den noch offenen achten A-Gruppenplatz erhoben zum einen die bundesdeutsche Mannschaft aufgrund ihres siebten Platzes bei Olympia 1964, obwohl sie angesichts eines letzten Platzes beim A-Turnier 1963 eigentlich hätte absteigen müssen, zum anderen aber auch Norwegen, das als B-Gruppensieger 1963 nicht noch einmal wie vor der WM 1963 um die Früchte ihres Aufstiegs gebracht werden wollte, und zum dritten auch noch die Schweizer, die immerhin geltend machen konnten, diese Norweger beim Olympiaturnier besiegt und in die Platzierungsrunde verbannt zu haben. Die IIHF beschloss daher, diese drei Teams vor der WM eine Qualifikation ausspielen zu lassen, wobei Deutschland und die Schweiz ausspielten, wer direkt in die B-Gruppe abstieg und wer eine Relegation gegen Norwegen um den A-Gruppen-Platz spielen durfte.

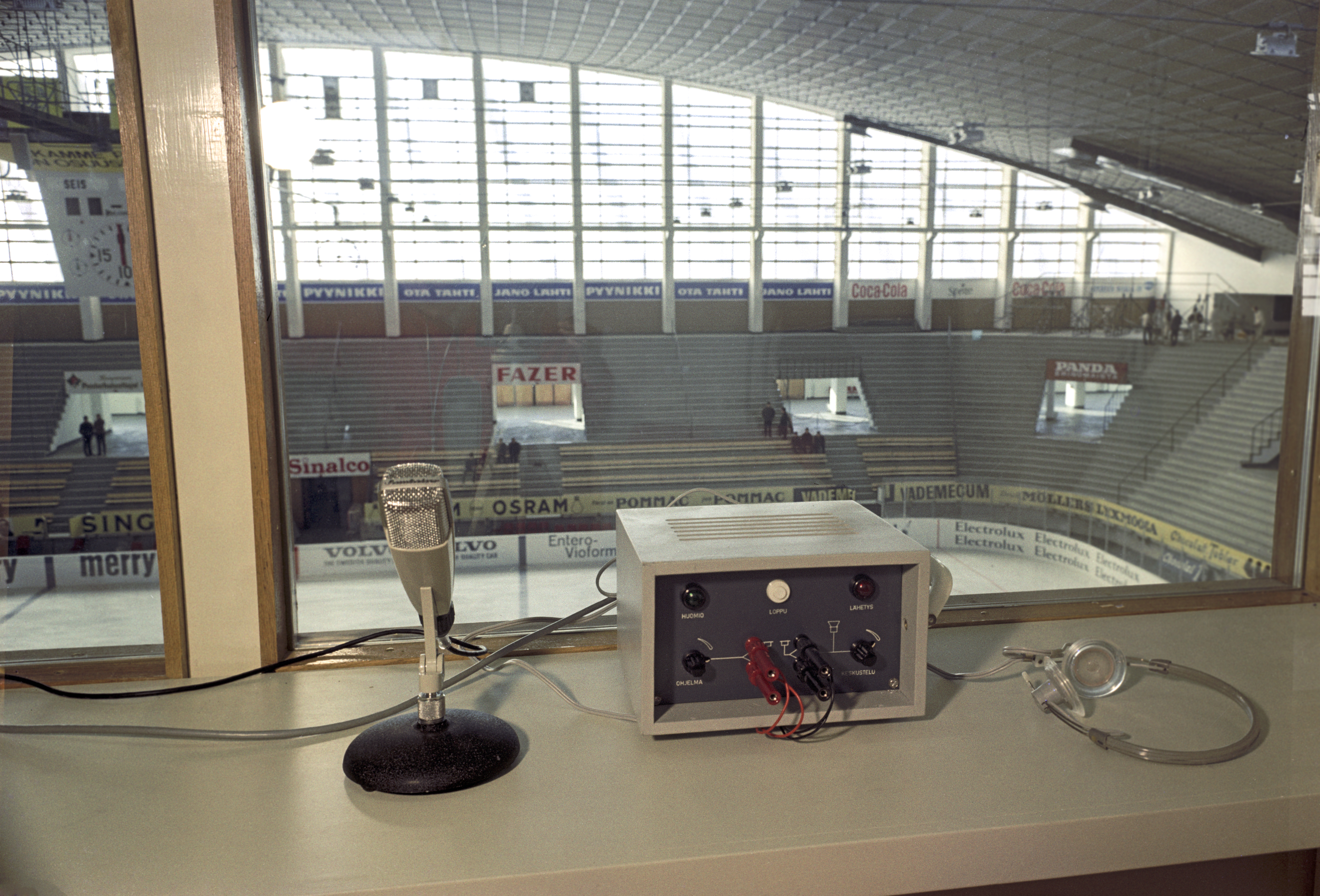
Der Kommentatorenplatz von Yleisradio in der Hakametsä (1965)

Auch um die B-Gruppenplätze musste eine Qualifikation ausgetragen werden. Da insgesamt nur 18 Mannschaften für die WM gemeldet hatten, befand der Welt-Eishockey-Verband, dass es sich nicht lohne, eine eigene C-Gruppe einzurichten. Sechs B-Gruppenplätze wurden anhand der Platzierungen der WM 1963 vergeben. Es waren dies die beiden Verlierer der A-WM-Qualifikation, dazu Polen, Jugoslawien und Rumänien sowie C-Gruppensieger Österreich als Aufsteiger. Die vier restlichen Teams spielten dann die beiden restlichen Teilnehmer im Vorfeld der WM aus. Da sich kurzfristig Rumänien von seiner Teilnahme zurückzog spielte die B-Gruppe nur mit sieben Mannschaften.
Souveräner Welt- und Europameister wurde ohne Verlustpunkt erneut die UdSSR, die damit ihren fünften WM-Titel – davon den dritten in Folge – und gleichzeitig achten EM-Titel errang.

## A-Weltmeisterschaft

### Qualifikation

#### 1. Runde
| 18. Dezember 1964 | BR Deutschland | 2:8 (1:2, 0:2, 1:4) | Schweiz | Augsburg Zuschauer: 8.500 |

| 20. Dezember 1964 | Schweiz | 2:7 (0:2, 1:4, 1:1) | BR Deutschland | Bern Zuschauer: 5.500 |

Entscheidungsspiel
| 3. Januar 1965 | Schweiz 19. Peter Wespi 24. Fritz Naef 25. Gilles Wirz 30. Roger Chappot 35. Roger Chappot 48. Fritz Naef | 6:7 (1:3, 4:2, 1:2) Spielbericht | BR Deutschland S. Schubert (9.) H. Ludwig (16.) P. Schwimmbeck (17.) Manfred Gmeiner (28.) Karl Hahn (34.) G. Hanig (55.) E. Köpf (59.) | Les Vernets, Genf Zuschauer: 10.000 |

#### 2. Runde
| 2. März 1965 | Norwegen 5:4 Arne Mikkelsen (56.) | 5:4 (4:2, 0:1, 1:1) Spielbericht | BR Deutschland 0:1 Rudolf Pittrich (5.) 4:4 Ernst Köpf | Rauma Zuschauer: 1.500 |

| Qualifiziert für die A-Gruppe: | Norwegen                |
| Qualifiziert für die B-Gruppe: | Schweiz, BR Deutschland |

### Hauptrunde
| 4. März 1965 13:00 Uhr | Tschechoslowakei Jozef Čapla (17.) Jan Klapáč (32.) Stanislav Prýl (34.) Jozef Čapla (50.) Jaroslav Jiřík (59.) | 5:1 (1:0, 2:1, 2:0) Spielbericht | DDR Bernd Hiller (30.) | Tampereen jäähalli, Tampere Zuschauer: 6.238 |

| 4. März 1965 16:30 Uhr | Schweden Roland Stoltz (14.) Tord Lundström (20.) Gert Blomé (26.) Ronald Pettersson (39.) Nils Nilsson (60.) | 5:2 (2:1, 2:0, 1:1) Spielbericht | USA Tom Roe (15.) Paul Coppo (52.) | Tampereen jäähalli, Tampere Zuschauer: 4.515 |

| 4. März 1965 19:30 Uhr | Finnland Lalli Partinen (34.) Jarmo Wasama (39.) Lasse Oksanen (54.) Kalevi Numminen (58.) | 4:8 (0:3, 2:1, 2:4) Spielbericht | UdSSR Alexander Almetow (5.) Anatoli Ionow (8.) Eduard Iwanow (11.) Wiktor Jakuschew (38., 41.) Eduard Iwanow oder Leonid Wolkow (46:04) Weniamin Alexandrow (51:40) Leonid Wolkow oder Wiktor Jakuschew oder Boris Majorow (58:30) | Tampereen jäähalli, Tampere Zuschauer: 4.407 |

| 5. März 1965 13:00 Uhr | UdSSR Juri Wolkow (9.) Konstantin Loktew (9.) Boris Majorow (11.) Leonid Wolkow (13.) Anatoli Ionow (16.) Boris Majorow (21.) Konstantin Loktew (23.) Alexander Almetow (29.) Wjatscheslaw Starschinow (29., 44.) Alexander Almetow (47.) Wjatscheslaw Starschinow (48.) Wiktor Jakuschew (54.) Alexander Almetow (56.) | 14:2 (5:0, 4:1, 5:1) Spielbericht | Norwegen Terje Thoen (25.) Jan Hansen (49.) | Tampereen jäähalli, Tampere |

| 5. März 1965 16:30 Uhr | Schweden Lennart Svedberg (12.) Uno Öhrlund (13.) Eilert Määttä (38.) Tord Lundström (56.) Sven Tumba Johansson | 5:1 (2:1, 1:0, 2:0) Spielbericht | DDR Wolfgang Plotka (4.) | Tampereen jäähalli, Tampere Zuschauer: 2.533 |

| 5. März 1965 19:30 Uhr | Finnland | 0:4 (0:1, 0:1, 0:2) Spielbericht | Kanada Gary Dineen (20.) Brian Conacher (40.) Gary Dineen (44., 50.) | Tampereen jäähalli, Tampere |

| 6. März 1965 13:00 Uhr | Kanada Terry O’Malley (12.) Bob Forhan (18.) Reg Abbot (20.) Bob Forhan (34.) Gary Aldcorn (49.) Jim Mackenzie (53.) | 6:0 (3:0, 1:0, 2:0) Spielbericht | Norwegen | Tampereen jäähalli, Tampere |

| 6. März 1965 16:30 Uhr | Tschechoslowakei Jan Klapáč (13.) Václav Nedomanský (17.) Jozef Golonka (22.) Jan Klapáč (34.) Jozef Golonka (36.) Jaroslav Jiřík (40.) Josef Černý (47.) Jaroslav Jiřík (48.) Stanislav Prýl (30.) Jan Klapáč (59.) Josef Černý (59.) Jaroslav Jiřík (60.) | 12:0 (2:0, 4:0, 6:0) Spielbericht | USA | Tampereen jäähalli, Tampere |

| 7. März 1965 19:30 Uhr | UdSSR Eduard Iwanow (1.) Anatoli Firsow (4.) Leonid Wolkow (14.) Anatoli Firsow (15.) Wjatscheslaw Starschinow (35.) Anatoli Firsow (50.) Konstantin Loktew (51.) Alexander Almetow (52.) | 8:0 (4:0, 1:0, 3:0) Spielbericht | DDR | Tampereen jäähalli, Tampere |

| 7. März 1965 19:30 Uhr | Finnland Matti Keinonen (16:36, 43.) | 2:2 (1:0, 0:1, 1:1) Spielbericht | Schweden Håkan Wickberg (23.) Tord Lundström (52.) | Tampereen jäähalli, Tampere Zuschauer: 9.629 |

| 8. März 1965 16:30 Uhr | Tschechoslowakei Jozef Golonka (10.) František Ševčík (11.) Jozef Golonka (18.) Jaroslav Jiřík (19.) Josef Černý (21.) František Tikal (38.) Jaroslav Jiřík (38.) Jan Suchý (39.) Josef Černý (50.) | 9:2 (4:2, 4:0, 1:0) Spielbericht | Norwegen Christian Petersen (6.) Bjørn Elvenes (13.) | Tampereen jäähalli, Tampere |

| 8. März 1965 19:30 Uhr | Kanada Bill Johnson (29., 40.) Gary Dineen (47.) Bob Forhan (48.) Bill Johnson | 5:2 (0:0, 2:0, 3:2) Spielbericht | USA Paul Coppo (44.) Tom Roe (59.) | Tampereen jäähalli, Tampere |

| 9. März 1965 16:30 Uhr | DDR Helmut Novy (8.) Ulrich Noack (9.) Helmut Novy (30.) Joachim Franke (31.) Joachim Ziesche (35.) Erich Novy (47.) Joachim Ziesche (59.) | 7:4 (2:2, 3:1, 2:1) Spielbericht | USA Bill Christian (6.) Roger Christian (19.) Bernard Nielsen (28.) Larry Johnson (57.) | Tampereen jäähalli, Tampere |

| 9. März 1965 19:30 Uhr | Finnland Jarmo Wasama (15.) Kalevi Numminen (18.) Matti Reunamäki (34.) Ilkka Mesikämmen (59.) | 4:1 (2:0, 1:0, 1:1) Spielbericht | Norwegen Jan-Roar Thoresen (57.) | Tampereen jäähalli, Tampere |

| 10. März 1965 13:00 Uhr | Kanada Gary Dineen (8.) Bob Forhan (9.) Gary Aldcorn (11., 14.) Gary Begg (29.) Reg Abbot (34.) Barry MacKenzie (44.) Bill Johnson (54.) | 8:1 (4:0, 2:1, 2:0) Spielbericht | DDR Dieter Kraatzsch (39.) | Tampereen jäähalli, Tampere |

| 10. März 1965 16:30 Uhr | UdSSR Anatoli Firsow (22.) Alexander Almetow (34.) Weniamin Alexandrow (43.) Wiktor Kuskin oder Wjatscheslaw Starschinow (53.) Anatoli Ionow (59.) | 5:3 (0:2, 2:0, 3:1) Spielbericht | Schweden Sven Tumba Johansson (17.) Ronald Pettersson (17.) Nils Nilsson (48.) | Tampereen jäähalli, Tampere |

| 10. März 1965 19:30 Uhr | Finnland Matti Reunamäki (15.) Seppo Nikkilä (43.) | 2:5 (1:1, 0:2, 0:5) Spielbericht | Tschechoslowakei Rudolf Potsch (19.) Jaroslav Jiřík (33.) Václav Nedomanský (34.) František Ševčík (46.) Václav Nedomanský (52.) | Tampereen jäähalli, Tampere |

| 11. März 1965 13:00 Uhr | Schweden Ronald Pettersson (2.) Uno Öhrlund (25.) Anders Andersson (28.) Nils Nilsson (28.) Uno Öhrlund (30.) Tord Lundström (33., 37.) Ronald Pettersson (47.) Anders Andersson (55.) Lars-Åke Sivertsson (59.) | 10:0 (1:0, 6:0, 3:0) Spielbericht | Norwegen | Tampereen jäähalli, Tampere |

| 11. März 1965 16:30 Uhr | UdSSR Alexander Almetow (10.) Wiktor Jakuschew (20.) Weniamin Alexandrow (25.) Konstantin Loktew (33.) Boris Majorow (34.) Wiktor Kuskin (34.) Anatoli Firsow (36.) Konstantin Loktew (52., 52.) | 9:2 (2:0, 5:0, 2:2) Spielbericht | USA Paul Coppo (47.) Larry Johnson | Tampereen jäähalli, Tampere |

| 11. März 1965 19:30 Uhr | Tschechoslowakei Jaroslav Jiřík (11.) Jiří Holík (24.) Václav Nedomanský (26.) František Tikal (43.) Jozef Čapla (48.) Jozef Golonka (54.) František Ševčík (57., 60.) | 8:0 (1:0, 2:0, 5:0) Spielbericht | Kanada | Tampereen jäähalli, Tampere |

| 12. März 1965 16:30 Uhr | DDR Wilfried Sock (4.) Helmut Novy (10.) Rüdiger Noack (17.) Joachim Ziesche (28.) Rüdiger Noack (37.) | 5:1 (3:1, 2:0, 0:0) Spielbericht | Norwegen Thore Martinsen (15.) | Tampereen jäähalli, Tampere |

| 12. März 1965 19:30 Uhr | Finnland | 0:4 (0:0, 0:1, 0:3) Spielbericht | USA Herb Brooks (32., 42.) Bill Christian (53.) Roger Christian (56.) | Tampereen jäähalli, Tampere |

| 13. März 1965 13:00 Uhr | UdSSR Wjatscheslaw Starschinow (7.) Wiktor Kuskin (15.) Leonid Wolkow (60.) | 3:1 (2:0, 0:0, 1:1) Spielbericht | Tschechoslowakei František Tikal (47.) | Tampereen jäähalli, Tampere |

| 13. März 1965 16:30 Uhr | Schweden Nils Nilsson (14.) Gert Blomé (24.) Tord Lundström (30.) Nils Nilsson (34.) Eilert Määttä (38.) Sven Tumba (60.) | 6:4 (1:1, 4:1, 1:2) Spielbericht | Kanada Gary Aldcorn (2.) Gary Begg (32.) Bob Forhan (52.) Gary Dineen (60.) | Tampereen jäähalli, Tampere |

| 13. März 1965 19:30 Uhr | Finnland Jarmo Wasama (0:19) Reijo Hakanen (0:36) | 2:3 (2:2, 0:0, 0:1) Spielbericht | DDR Bernd Poindl (5.) Joachim Franke (7:43) Joachim Ziesche (59:13) | Tampereen jäähalli, Tampere |

| 14. März 1965 10:00 Uhr | USA Roger Christian (1.) Dan Storsteen (12.) Roger Christian (15.) Bob Lund (18.) Roger Christian (46., 51.) Tim Taylor (54.) Roger Christian (59.) | 8:6 (4:1, 0:2, 4:3) Spielbericht | Norwegen Georg Smefjell (3.) Bjørn Johansen (26.) Ragnar Søbye (31.) Svein Hågensen (44.) Bjørn Elvenes (56.) Thore Martinsen (57.) | Tampereen jäähalli, Tampere |

| 14. März 1965 13:00 Uhr | Tschechoslowakei Jozef Golonka (8., 19.) František Tikal (20.) | 3:2 (3:1, 0:1, 0:0) Spielbericht | Schweden Sven Tumba (3.) Ronald Pettersson (25.) | Tampereen jäähalli, Tampere |

| 14. März 1965 16:30 Uhr | UdSSR Anatoli Ionow (22.) Boris Majorow (25.) Konstantin Loktew (47.) Weniamin Alexandrow (50.) | 4:1 (0:0, 2:1, 2:0) Spielbericht | Kanada Gary Dineen (40.) | Tampereen jäähalli, Tampere |

### Beste Scorer
| Spieler                  | Mannschaft       | Tore | Assists | Punkte |
| Jozef Golonka            | Tschechoslowakei | 6    | 8       | 14     |
| Jaroslav Jiřík           | Tschechoslowakei | 8    | 4       | 12     |
| Alexander Almetow        | Sowjetunion      | 7    | 5       | 12     |
| Konstantin Loktew        | Sowjetunion      | 7    | 4       | 11     |
| Gary Dineen              | Kanada           | 6    | 5       | 11     |
| Turd Lundström           | Schweden         | 6    | 3       | 9      |
| Anatoli Firsow           | Sowjetunion      | 5    | 4       | 9      |
| Weniamin Alexandrow      | Sowjetunion      | 4    | 5       | 9      |
| Wjatscheslaw Starschinow | Sowjetunion      | 6    | 2       | 8      |
| Boris Majorow            | Sowjetunion      | 5    | 3       | 8      |
| Bob Forhan               | Kanada           | 5    | 3       | 8      |
| Nils Nilsson             | Schweden         | 5    | 3       | 8      |
| Ronald Pettersson        | Schweden         | 5    | 3       | 8      |

### Auszeichnungen
Spielertrophäen
| Auszeichnung       | Spieler                  |
| ------------------ | ------------------------ |
| Bester Torhüter    | Vladimír Dzurilla        |
| Bester Verteidiger | František Tikal          |
| Bester Stürmer     | Wjatscheslaw Starschinow |

All-Star-Team
| Angriff:      | Jaroslav Jirík – Alexander Almetow – Konstantin Loktew |
| Verteidigung: | František Tikal – Alexander Ragulin                    |
| Tor:          | Vladimír Dzurilla                                      |

### Abschlusstabelle der A-WM
| Pl. |          | Sp | S | U | N | Tore  | Diff | Punkte |
| --- | -------- | -- | - | - | - | ----- | ---- | ------ |
| 1.  | UdSSR    | 7  | 7 | 0 | 0 | 51:13 | +38  | 14:0   |
| 2.  | CSSR     | 7  | 6 | 0 | 1 | 43:10 | +33  | 12:02  |
| 3.  | Schweden | 7  | 4 | 1 | 2 | 33:17 | +16  | 09:05  |
| 4.  | Kanada   | 7  | 4 | 0 | 3 | 28:21 | +7   | 08:06  |
| 5.  | DDR      | 7  | 3 | 0 | 4 | 18:33 | −15  | 06:08  |
| 6.  | USA      | 7  | 2 | 0 | 5 | 22:44 | −22  | 04:10  |
| 7.  | Finnland | 7  | 1 | 1 | 5 | 14:27 | −13  | 03:11  |
| 8.  | Norwegen | 7  | 0 | 0 | 7 | 12:56 | −44  | 00:14  |

### Abschlussplatzierung und Mannschaftskader
| Platzierung    | Mannschaft       | Spieler |
| -------------- | ---------------- | --- |
| Goldmedaille   | Sowjetunion      | Wiktor Konowalenko, Wiktor Singer – Eduard Iwanow, Alexander Ragulin, Wiktor Kuskin, Witali Dawydow – Wladimir Breschnew, Weniamin Alexandrow, Alexander Almetow, Boris Majorow, Wiktor Jakuschew, Juri Wolkow, Konstantin Loktew, Anatoli Firsow, Leonid Wolkow, Anatoli Ionow, Wjatscheslaw Starschinow Trainerstab: Arkadi Tschernyschow, Anatoli Tarassow |
| Silbermedaille | Tschechoslowakei | Vladimír Dzurilla, Vladimír Nadrchal – Rudolf Potsch, František Tikal, Jozef Čapla, Jan Suchý, Jaromír Meixner – Stanislav Prýl, Václav Nedomanský, Josef Černý, František Ševčík, Jozef Golonka, Jaroslav Jiřík, Jan Klapáč, Jaroslav Holík, Jiří Holík, Zdeněk Kepák Trainerstab: Vladimír Bouzek, Vladimír Kostka                                          |
| Bronzemedaille | Schweden         | Leif Holmqvist, Kjell Svensson – Gert Blomé, Nils Johansson, Eilert Määttä, Bert-Olov Nordlander, Roland Stoltz, Lennart Svedberg – Anders Andersson, Tord Lundström, Lars-Eric Lundvall, Nils Nilsson, Ronald Pettersson, Lars-Åke Sivertsson, Sven Tumba Johansson, Håkan Wickberg, Carl-Göran Öberg, Uno Öhrlund Trainer: Arne Strömberg                   |
| 4.             | Kanada           | Kenneth Broderick, Don Collins – Gary Begg, Terry O’Malley, Paul Conlin, Barry MacKenzie, Bill Johnson – Al Johnson, Reginald Abbot, Jim Mackenzie, Brian Conacher, Grant Moore, Roger Bourbonnais, Gary Aldcorn, Gary Dineen, Bob Forhan Trainerstab: Gordon Simpson, David Bauer                                                                            |
| 5.             | DDR              | Peter Kolbe, Klaus Hirche – Manfred Buder, Wolfgang Plotka, Heinz Schildan, Wilfried Sock, Ulrich Noack – Dieter Kraatzsch, Bernd Karrenbauer, Joachim Ziesche, Bernd Hiller, Erich Novy, Joachim Franke, Reiner Tudyka, Rüdiger Noack, Bernd Poindl, Helmut Novy Trainer: Rudi Schmieder                                                                     |
| 6.             | USA              | Tom Haugh, Ted Marks – Tim Taylor, Larry Alm, Bob Lund, Myron Grafstrom, Bill Christian – Roger Christian, Herb Brooks, John Marsh, Bernard Nielsen, Larry Smith, Sam Grafstrom, Larry Johnson, Tom Roe, Paul Coppo, Dan Storsteen Trainer: Ken Yackel |
| 7.             | Finnland         | Juhani Lahtinen, Urpo Ylönen – Jarmo Wasama, Pentti Lindegren, Kalevi Numminen, Ilkka Mesikämmen, Lalli Partinen – Matti Keinonen, Raimo Kilpiö, Jaakko Honkanen; Reijo Hakanen, Juhani Wahlsten, Lasse Oksanen; Seppo Nikkilä, Heino Pulli, Matti Reunamäki Trainerstab: Joe Wirkkunen, Aarne Honkavaara                                                     |
| 8.             | Norwegen         | Kåre Østensen, Thore Nilsen – Egil Bjerklund, Odd Syversen; Thore Martinsen, Jan-Roar Thoresen, Jan Hansen – Arild Hammer, Bjørn Elvenes, Terje Thoen; Arne Mikkelsen, Svein Hågensen, Georg Smefjell; Ragnar Søbye, Christian Petersen, Bjørn Johansen, Steinar Bjølbakk Trainerstab: Ake Brask, Gunnar Kroge                                                |

### Auf- und Abstieg
| Absteiger:  | Norwegen |
| Aufsteiger: | Polen    |

### Abschlussplatzierung der EM
| RF             | Mannschaft       |
| -------------- | ---------------- |
| Goldmedaille   | UdSSR            |
| Silbermedaille | Tschechoslowakei |
| Bronzemedaille | Schweden         |
| 4.             | DDR              |
| 5.             | Finnland         |
| 6.             | Norwegen         |

## B-Weltmeisterschaft

### Qualifikation
| 19. November 1964 | Italien | 2:3 (0:0, 1:1, 1:2) | Ungarn | Genua |

| 26. November 1964 | Ungarn | 2:2 (1:0, 1:1, 0:1) | Italien | Budapest |

| 5. Dezember 1964 | Großbritannien | 8:2 (1:1, 3:1, 4:0) | Frankreich | London |

| 12. Dezember 1964 | Frankreich | 3:2 (0:0, 1:0, 2:2) | Großbritannien | Boulogne-Billancourt |

| Qualifiziert für die B-Gruppe:                         | Ungarn, Großbritannien |
| Teilnehmer an der Qualifikation für die B-Gruppe 1966: | Frankreich, Italien    |

### Hauptrunde
| 4. März 1965 | Schweiz | 7:3 (3:0, 2:0, 2:3) | Österreich | Turku |

| 4. März 1965 | Polen | 9:5 (4:0, 4:3, 1:2) | Ungarn | Turku |

| 4. März 1965 | Jugoslawien | 5:5 (1:1, 2:1, 2:3) | Großbritannien | Rauma |

| 5. März 1965 | Polen | 5:3 (2:0, 0:1, 3:2) | Österreich | Turku |

| 5. März 1965 | BR Deutschland | 8:2 (1:1, 2:0, 5:1) | Jugoslawien | Rauma |

| 6. März 1965 | Schweiz | 3:1 (0:0, 2:1, 1:0) | Ungarn | Turku |

| 6. März 1965 | BR Deutschland | 12:4 (3:1, 4:3, 5:0) | Großbritannien | Rauma |

| 7. März 1965 | Österreich | 5:4 (2:1, 1:1, 2:2) | Großbritannien | Turku |

| 7. März 1965 | Polen | 3:1 (1:1, 1:0, 1:0) | Schweiz | Turku |

| 7. März 1965 | Ungarn | 3:0 (2:0, 0:0, 1:0) | Jugoslawien | Rauma |

| 8. März 1965 | BR Deutschland | 2:1 (0:0, 1:0, 1:1) | Österreich | Pori |

| 9. März 1965 | Schweiz | 3:3 (0:0, 2:1, 1:2) | Jugoslawien | Pori |

| 9. März 1965 | BR Deutschland | 4:4 (2:0, 2:1, 0:3) | Ungarn | Pori |

| 9. März 1965 | Polen | 11:2 (5:1, 4:0, 2:1) | Großbritannien | Rauma |

| 10. März 1965 | Österreich | 6:5 (2:2, 1:1, 3:2) | Jugoslawien | Pori |

| 11. März 1965 | Ungarn | 5:3 (1:2, 0:0, 4:1) | Österreich | Pori |

| 11. März 1965 | Polen | 3:3 (1:0, 1:2, 1:1) | BR Deutschland | Pori |

| 11. März 1965 | Schweiz | 7:4 (0:3, 4:0, 3:1) | Großbritannien | Rauma |

| 12. März 1965 | Polen | 4:1 (1:1, 0:0, 3:0) | Jugoslawien | Pori |

| 12. März 1965 | Schweiz | 6:1 (2:1, 2:0, 2:0) | BR Deutschland | Pori |

| 12. März 1965 | Ungarn | 1:5 (0:3, 0:1, 1:1) | Großbritannien | Rauma |

### Abschlusstabelle der B-WM
| RF | Team           | Sp          | Sg          | Un          | NL          | Tore        | TD          | Pkte.       |
| -- | -------------- | ----------- | ----------- | ----------- | ----------- | ----------- | ----------- | ----------- |
| 1  | Polen          | 6           | 5           | 1           | 0           | 35:15       | +20         | 11:01       |
| 2  | Schweiz        | 6           | 4           | 1           | 1           | 27:15       | +12         | 09:03       |
| 3  | Deutschland    | 6           | 3           | 2           | 1           | 30:20       | +10         | 08:04       |
| 4  | Ungarn         | 6           | 2           | 1           | 3           | 19:24       | - 5         | 05:07       |
| 5  | Österreich     | 6           | 2           | 0           | 4           | 21:28       | - 7         | 04:08       |
| 6  | Großbritannien | 6           | 1           | 1           | 4           | 24:41       | −17         | 03:09       |
| 7  | Jugoslawien    | 6           | 0           | 2           | 4           | 16:29       | −13         | 02:10       |
| 8  | Rumänien       | verzichtete | verzichtete | verzichtete | verzichtete | verzichtete | verzichtete | verzichtete |

### Auf- und Absteiger
| B-Weltmeister 1965:                                    | Polen    |
| Aufsteiger in die A-Gruppe:                            | Polen    |
| Absteiger aus der A-Gruppe:                            | Norwegen |
| Teilnehmer an der Qualifikation für die B-Gruppe 1966: | Rumänien |